# Stranger Things Have Happened (Seamus Blake)
Stranger Things Have Happened è un album di Seamus Blake, inciso in quartetto con Kurt Rosenwinkel, Larry Grenadier e Jorge Rossy nel 1999 e pubblicato nello stesso anno per Fresh Sound New Talent.

## Il disco
Come altri dischi di Blake, Stranger Things Have Happened presenta una tracklist eterogenea, che tocca stili differenti. Il brano di apertura, Perk, è un aggressivo double-time con un feeling ritmico funk. Happenstance e G.S.S. si rifanno alla tradizione post-bop. Token Cello e Of Ours si spingono in territorio sperimentale, con importanti esplorazioni timbriche. Il brano più curioso è certamente Northen Light, una canzone pop cantata da Blake stesso. 

## Tracce
Tutti i brani sono composizioni di Seamus Blake, salvo dove diversamente indicato.
1. Perk – 8:23
2. Happenstance – 10:07
3. Northern Light – 4:49
4. Token Cello – 7:52
5. Extranjero – 10:48
6. G.S.S. – 7:33
7. Taurus People (Farouq Dawud) - 8:13
8. Of Ours – 4:06

## Formazione
- Seamus Blake – sassofono tenore e soprano, voce (traccia #3)
- Kurt Rosenwinkel – chitarra elettrica
- Larry Grenadier - contrabbasso
- Jorge Rossy – batteria
- Jesse Harris - chitarra elettrica (traccia #3)